# Summercamp
Summercamp é uma banda norte-americana de rock alternativo de Santa Barbara, Califórnia.
Lançaram seu primeiro álbum em 1997 pela Maverick Records: Pure Juice. As canções "Drawer" e "Should I Walk Away" chegaram a fazer relativo sucesso nos EUA e no Japão. Participaram do Fuji Rock Festival no Japão e fizeram uma turnê com as bandas Failure, Poster Children, Tonic e Toad the Wet Sprocket.
A canção "On Her Mind" figurou na trilha sonora do filme BASEketball, e a canção "Nowhere Near" figurou na trilha de Digimon: The Movie. Chegaram a gravar um segundo álbum, mas ele nunca foi lançado, e a banda terminou em 2000.

## Membros
- Tim Cullen – voz/guitarra
- Sean McCue – voz/guitarra
- Misha Feldmann – baixo
- Tony Sevener – bateria
- Ramy Antoun – bateria